# Homoród (folyó)
A Homoród (románul: Homorod) az Olt jobb oldali mellékfolyója Romániában, Erdélyben, Brassó megyében, a Persányi-hegységtől nyugatra. Hossza 6,2 km.
A Kis-Homoród és a Nagy-Homoród összefolyásából keletkezik Homoród községben. Déli irányba halad, majd Ugránál ömlik az Oltba.
Jobb oldali mellékvize a Kosd-patak (Valea Mare).

## Települések a folyó mentén
(Zárójelben a román név szerepel.)
- Homoród (Homorod)
- Kőhalom vasútállomás (Rupea Gară)
- Ugra (Ungra)